# ジャケット (映画)
『ジャケット』（The Jacket）は、2005年公開のアメリカ映画。日本公開は2006年5月20日。

## ストーリー
1992年、湾岸戦争で頭に重傷を負った元軍人・ジャック・スタークス。後遺症で記憶に障害を持つ彼は、ある事件に巻き込まれ精神病院に送られてしまう。そこで拘束衣＝ジャケットを着せられ、実験的な矯正治療を受ける。ところが目覚めると、彼は別の場所に立っていた。そして彼は荒れた生活を送る女性と出会う。信じられないことに、彼女はつい先日、道端で出会った幼い少女・ジャッキーであった。彼は、15年後の2007年にタイムスリップしていたのだ。 

## キャスト
※括弧内は日本語吹替
- ジャック・スタークス - エイドリアン・ブロディ（宮本充）
- ジャッキー・プライス - キーラ・ナイトレイ（園崎未恵）
- トーマス・ベッカー医師 - クリス・クリストファーソン（勝部演之）
- ベス・ロレンソン医師 - ジェニファー・ジェイソン・リー（深見梨加）
- ルディ・マッケンジー - ダニエル・クレイグ（手塚秀彰）
- ジーン・プライス - ケリー・リンチ
- ホプキンス医師 - スティーヴン・マッキントッシュ
- ハーディング看護師 - マッケンジー・フィリップス
- デイモン - ブレンダン・コイル（天田益男）
- 幼少期のジャッキー - ローラ・マラノ（矢島晶子）
- 見知らぬ男 - ブラッド・レンフロ

## スタッフ
- 監督：ジョン・メイバリー
- 脚本：マッシー・タジェディン
- 音楽：ブライアン・イーノ